# Roffhausen

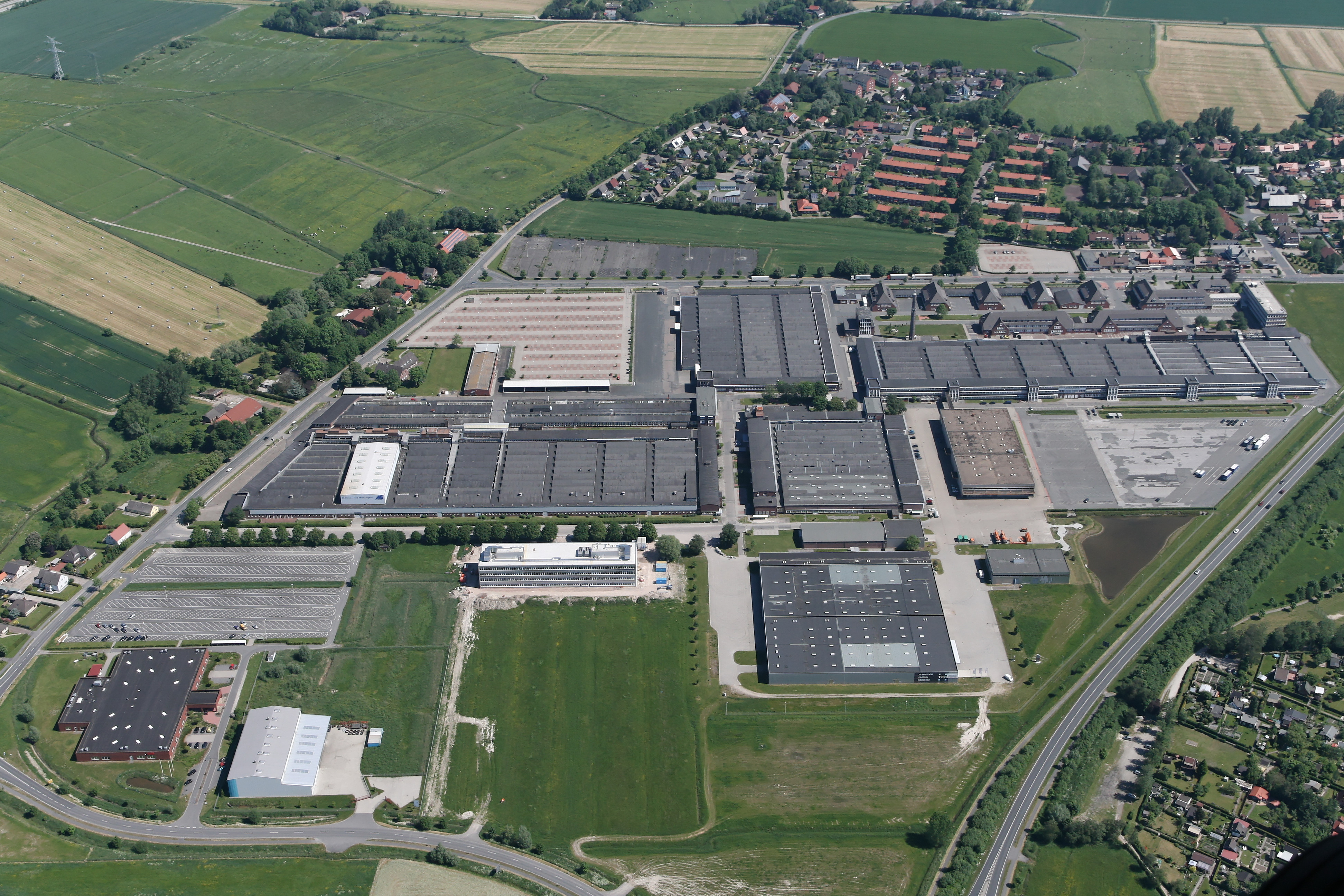
Ehemaliges Olympia-Gelände, heute Technologie Centrum Nordwest (TCN)

Roffhausen ist ein Stadtteil von Schortens im Landkreis Friesland in Niedersachsen.

## Lage
Roffhausen liegt im äußersten Südosten des Stadtgebiets an der Grenze zur kreisfreien Stadt Wilhelmshaven und wird nur durch die Bundesstraße 210 vom benachbarten Schortenser Stadtteil Middelsfähr getrennt.

## Geschichte
Im Mittelalter gab es drei Übergänge über die Maade, von denen der bei Roffhausen als middelste Fähr am meisten benutzt wurde. Die Burg in Roffhausen entstand vermutlich zu Beginn des 15. Jahrhunderts, als eine führende Häuptlingsfamilie im Zuge der Eindeichungsmaßnahmen ihren Wohnsitz näher an die örtlichen Wasserwege verlagerte. Wahrscheinlich saßen schon 1426 die Brüder Riclef und Taddeke Amesen auf Burg Roffhausen. 1455 wird im Testament des Häuptlings Sibo Herringa von der Attemansburg „Borchland“ zu Roffhausen erwähnt, das er als Heiratsgut von seiner Frau Inse erhalten habe.
Zur Sicherung der Fährverbindung über die Maade ließ Edo Wiemken der Jüngere 1495 die Burg Roffhausen stärker befestigen. Die Burg Roffhausen lag auf dem Nordufer der Maade und war Sitz des Häuptlings Amesen. Zur Zeit Edo Wiemken des Jüngeren gab es drei Söhne, von denen Ricklef und Memme Amesen Vertraute von Edo Wiemken waren und auf der Seite der Herrschaft Jever gegen die Ostfriesen standen. Nach dem Tode von Edo Wiemken des Jüngeren 1511 wechselte Ricklef die Seite und übergab 1515 die Burg Roffhausen ohne Gegenwehr den Ostfriesen unter Edzard I. von Ostfriesland. Sein weiter für die Herrschaft Jever kämpfender Bruder Memme versuchte die Rückeroberung, blieb aber ohne Erfolg. Erst nach der Belagerung durch die Herzöge Erich und Heinrich von Braunschweig wurde die Burg am 9. Mai 1516 zurückerobert und gelangte wieder unter die Herrschaft Jevers, die die Burg schleifen ließen.
Edzard I. von Ostfriesland errang bald darauf die Herrschaft über die Herrschaft Jever, und der Häuptling Ricklef von Roffhausen erhielt nicht nur die zerstörte Burg zum Wiederaufbau, sondern auch Teile Rüstringens zur Verwaltung. Als Maria von Jever jedoch 1531 wieder die uneingeschränkte Herrschaft erhielt, wurden die Ländereien eingezogen und die Burg 1554 endgültig zerstört.
Der Burgplatz ist heute als ovaler Hügel mit umgebendem, rechteckigen Graben im Gelände erkennbar. Der Hügel ist ca. 75 × 50 m groß erhebt sich noch ca. 2,5 m über das Umfeld.
In den 1930er Jahren ließ die Marinestandortverwaltung Wilhelmshaven auf dem Gebiet von Roffhausen zahlreiche Gebäude als Gerätelager für die Kriegsmarine errichten. Aus Tarnungsgründen wurden die Gebäude im Bauernhausstil angelegt. 1940 folgten 30 Wohnbaracken für rund 2000 Soldaten. Nach dem Zweiten Weltkrieg wurden in diesen Baracken Flüchtlinge aus den ehemaligen Ostgebieten untergebracht. 1946 übernahmen die Orbis Schreibmaschinen-Werke die ehemaligen Marinegebäude und produzierten dort Schreibmaschinen.
1950 firmierte das Unternehmen als Olympia Werke West GmbH und ab Juni 1954 erhielt das Unternehmen seinen bekannte Firmennamen Olympia Werke AG.
1950 wurde auch der Grundstein für die sogenannte Olympia-Siedlung in Roffhausen gelegt. Bauherr war zunächst die Gemeinnützige Wohnungsbaugesellschaft Friesland. Im November 1952 wurde die Schule fertiggestellt, die evangelisch-lutherische Gustav-Adolf-Kirche im August 1953. Die nach dem schwedischen König Gustav II. Adolf benannte Kirche war der erste Kirchenbau in der evangelisch-lutherischen Kirche in Oldenburg nach dem Zweiten Weltkrieg und kostete mitsamt einem Pfarrhaus rund 90.000 DM. Der Neubau der katholischen St.-Josephs-Kirche entstand im Dezember 1953. Die Pfarrkirche ist ein schlichter Backsteinbau mit rund 200 Sitzplätzen. 1955 wurden weitere 150 Wohnungen in der Siedlung durch die Wilhelmshavener-Rüstringer Wohnungsbaugesellschaft A. Haertle KG fertiggestellt. Im Dezember 1957 erfolgte die Einweihung des evangelischen Kindergartens. 1960 wurden die Straßen in der Siedlung nach bundesdeutschen Großstädten bzw. ostdeutschen Städten benannt. 1977 konnte die Bürgerbegegnungsstätte fertiggestellt werden.
Im Zuge der niedersächsischen Gemeindereform bestand die Überlegung, Roffhausen mit dem Schortenser Stadtteil Middelsfähr an Wilhelmshaven anzugliedern. Im Falle der Umgemeindung wäre die Gewerbesteuer der Olympiawerke (etwa 4 Millionen DM jährlich) zukünftig an die Stadt Wilhelmshaven gegangen. Auch aus diesem Grund lehnte der Stadtrat von Schortens die Abtrennung der beiden Stadtteile 1970 ab, obwohl Wilhelmshaven Ausgleichszahlungen angeboten hatte.
Ab Mitte der 1980er Jahre häuften sich die schlechten wirtschaftlichen Nachrichten über die AEG Olympia AG. Nach jahrelangen Verlusten beschlossen die Konzernzentralen der Muttergesellschaften AEG und Daimler-Benz im Oktober 1991 ihren Rückzug aus der Bürokommunikation und die Schließung des Standortes mit seiner Belegschaft von rund 3600 Arbeitnehmern. Unter der Motto „Olympia – das Herz der Region muss weiterleben“ folgte in den nächsten Monaten ein bundesweit beachteter Arbeitskampf der Olympia-Beschäftigten um den Erhalt ihrer Arbeitsplätze. Mit Aktionen in Wilhelmshaven, Frankfurt und Stuttgart wurde an die Verantwortung des Daimler-Benz-Konzerns erinnert und öffentlicher Druck zur Schaffung von Ersatzarbeitsplätzen in der Region Wilhelmshaven/Friesland aufgebaut. Trotzdem konnte die Schließung des Standorts in Roffhausen zum Ende 1992 nicht verhindert werden. Als positives Ergebnis des Arbeitskampfes erfolgte die Entwicklung des Konzeptes für ein TCN (Technologie Centrum Nordwest), das die Ausgliederung und Weiterführung von Betriebsteilen der Olympia als selbstständige Unternehmen sowie die Ansiedlung neuer Unternehmen auf dem Gelände des TCN vorsah. Unterstützung erhielt das Konzept von der niedersächsischen Landesregierung, dem Mutterkonzern Daimler-Benz, dem Landkreis Friesland, der Stadt Schortens und den Arbeitnehmervertretern. Zum Jahresbeginn 1993 konnte das TCN bereits wieder 14 Betriebe mit rund 750 Mitarbeitern vorweisen. Diese positive Entwicklung setzte sich fort, so dass zum Jahresende 2015 mit mehr als 3000 Beschäftigten bei insgesamt 60 Unternehmen schon fast wieder die Zahl der früher auf dem Gelände tätigen Mitarbeiter der Olympia-Werke erreicht werden konnte.
2021 machte das Impfzentrum Roffhausen deutschlandweit Schlagzeilen, weil eine Krankenschwester dort Kochsalzlösung statt Impfstoff in Spritzen füllte und obendrein das Impfzentrum wenige Wochen später von der Polizei auf Grund eines Verdachts auf Abrechnungsbetrug durchsucht wurde.

## Ausstellungen
Die Olympia-Ausstellung des Heimatvereins Schortens auf dem Gelände des Technologie Centrum Nordwest (TCN) zeigt auf 30 Quadratmetern Exponate zur Geschichte der Olympia Werke AG. Die Ausstellung ist im Gebäude 7, dem ehemaligen Kundendienst, untergebracht.

## Sport
Der in Roffhausen ansässige Sportverein Grün-Gelb Roffhausen von 1919 e. V. hat rund 500 Mitglieder. Der SV GG Roffhausen bekennt sich zum Breitensport und bietet die Sparten Badminton, Handball, Freizeitsport, Volleyball, Tischtennis, Turnen, Basketball sowie Gesundheitssport.